# Zoran Živković (kézilabdázó)
Zoran Živković  (magyar átírással Zorán Zsivkovity, cirill írással Зоран Живковић, Niš, 1945. április 5. –) a jugoszláv és szerb kézilabda egyik legsikeresebb és legismertebb szaktekintélye. A játékosként kapus-poszton szereplő Zoran 82-szer  lépett pályára a jugoszláv nemzeti válogatott színeiben. Pályafutása végeztével kézilabda-edzőként helyezkedett el, s számos délszláv gárda szakmai munkáját irányította.

## Pályafutása játékosként
A kapus pozíción szereplő játékos az 1972-ben, Münchenben aranyérmet nyerő jugoszláv nemzeti válogatott tagja volt. Hosszabb ideig a Železničar Niš és az RK Priboj klubcsapatában védett.

## Pályafutása edzőként
Živković edzőként számos válogatottat és klubcsapatot irányított. Az 1981/82-es szezon tavaszi idényének elején vette át az RK Metaloplastika Šabac irányítását Đorđe Vučinićtől. Az egész idényt tekintve 26 mérkőzésen mindössze 2 vereséget szenvedett a sabaci gárda, s 44 pontot gyűjtött a jugoszláv bajnokságban. Ezzel a csapat elhódította története első bajnoki trófeáját, s letaszítótta a „trónról” a Borac Banja Lukat.  Hamarosan azonban Aleksandar Pavlović vette át Živković (ekkortájt már a jugoszláv férfi nemzeti válogatott segítője volt) mestertől a tréneri pálcát, s irányította tovább a még nagyobb sikerek felé a Metaloplastikát.  Nemzetközi porondon is egyre jobban szerepelt az egyre több délszláv tehetséget felmutató jugoszláv gárda, ám a kupagyőzelemhez vezető úton mindig valamilyen akadályba ütközött. A Bajnokcsapatok Európa Kupájában végül az 1984/1985-ös szezonban született meg az áttörés. Aleksandar Pavlović, a Metaloplastika trénere, segítségére sietett az ekkor már Jugoszlávia férfi nemzeti kézilabda-csapatát irányító Zoran Živković valamint a klub korábbi vezetőedzője, Petar Fajfrić és játékosa, Đorđe Lekić is. Az eredmény nem lehetett más, mint BEK-győzelem, amit a következő esztendőben, 1985/1986-ban újra megismételt a csapat.
E történések alatt Živković már Branislav Pokrajac szövetségi kapitány segítőjeként tevékenykedett az 1982-es férfi kézilabda -világbajnokságon ezüstérmet nyert, majd a 2 évvel későbbi, 1984-es los angeles-i Olimpián aranyérmet szerző Jugoszláv nemzeti válogatott mellett.  Miután Pokrajac 1984-ben távozott a délszláv csapat éléről, Živković lett a balkáni válogatott új szövetségi kapitánya. Irányítása alatt a plávik megnyerték az 1986-os férfi kézilabda VB-t, majd az 1990-es évek közepére, a délszláv-háborút követően területileg összezsugorodott Jugoszláv Szövetségi Köztársasággal még 2 bronzérmet szerzett. Egyiket az 1996-os férfi Európa-bajnokságon, másikat az 1999-es férfi világbajnokságon. Az 1997-es férfi VB-t megelőzően távozni kényszerült posztjáról a szerb tréner, mivel elmondása szerint lejárató-kampány indult ellene a médiában és életveszélyes fenyegetéseket kapott, amelyek teljesen ellehetetlenítették a munkáját a válogatott élén. Mégis 1999-ben újra visszatért a délszlávok kispadjára, akikkel újabb bronzot nyert az egyiptomi VB-n. A déli szlávok mellett néhány más válogatott élén is öregbítette hazája hírnevét a szerb vezetőedző. Egyiptom férfi válogatottját a 2001-es franciaországi VB-n elődöntőig vezette, ahol Živković a szülőhazája válogatottjától szenvedett vereséget a bronzmérkőzésen (Egyiptom-Jugoszlávia 17:27). Mégis, az arab országgal elért 4. helyezés Egyiptom történetének eddigi legjobb vb-szereplése volt, legalábbis ezidáig. Ugyanezzel a csapattal 2000-ben Afrika-bajnokságot nyert a szerb tréner, а 2000-es Sidney-ben rendezett Olimpián pedig 7. lett.  Az egyiptomi kitérőt követően újra szülőhazája férfi nemzeti válogatottját vezette, de ezúttal már csak 10. lett a 2002-es svédországi EB-n. A jugoszláv férfi nemzeti válogatott irányítása mellett a ŽRK Budućnost Podgorica női klubcsapatát is irányította a szerb edző 2002-ben egy ideig. A BL-elődöntőben vette át Marko Isakovićtől a női csapat irányítását, mivel az a jugoszláv junior-válogatott vezetésével nem tudta összeegyeztetni podgoricai edzői feladatait. A döntőbe jutásért 2 mérkőzést kellett vívnia a magyar Ferencvárosi TC-vel. A budapesti odavágón 32-32-es döntetlen lett az eredmény, míg a visszavágón óriási bravúrt elérve a magyar csapat győzött 2 góllal, s jutott be a Bajnokok Ligája döntőjébe (Podgorica-FTC 31:33).
Az afrikai kontinensről egy másik csapatot, a nagy rivális Tunéziát is irányította a délszláv mester több alkalommal. Legutóbb a 2009-es horvát Vb előtt kérték fel az észak-afrikai alakulat szakmai munkájának ellátására.  Živković 2008. szeptemberétől a 2009-es VB végéig vezette a tunéziaiakat, s velük 17. helyezett lett ezen a horvátországi világeseményen. Az ázsiai földrészről Kuvaittal ért el kiemelkedő eredményeket az Ázsia-bajnokságon.
Az egyiptomi hazatérést követően Živković a Železničar Niš klubcsapatának segítségére sietett. Szülővárosának kézilabdacsapata kiesett a Jugoszláv Szövetségi köztársaság 1. osztályából és a megszűnés szélére sodródott. Mégis a tapasztalt tréner irányításával megmenekült az újjászervezett, főként junior korú játékosokból álló csapat, s a másodosztályban való bennmaradás mellett, az adósságok 80%-át is sikerült visszafizetni a támogatóknak köszönhetően. Azonban mint később kiderült, ez sem volt elegendő a klub fennmaradásához, mivel 2009-ben végleg megszűnt a híres niši alakulat.
2005. februárjától egy újabb nemzeti válogatott kispadján ült, a köztudatban csak „Tuta” bácsi névre keresztelt Zoran. A macedón válogatott irányítására kérték fel, amellyel a 2006-os svájci férfi Eb-re való kijutást kellett kiharcolnia. Az EB-re vezető út igen nehézkesnek bizonyult, hiszen a pótselejtezőn az Európában sokkal előkelőbb helyen rangsorolt Magyarország ellen kellett kivívnia a kijutást. Az 1. szkopjei mérkőzésen 3 góllal nyert a magyar válogatott (Macedónia-Magyarország 29:32), a békéscsabai visszavágón pedig 11-gyel (Magyarország-Macedónia 36:25). A kettős vereséget követően „Tuta” távozott a macedón csapat éléről. 2005-től egy rövid ideig az RK Vardar Skopje csapatát is irányította a szerb tréner, ám családi okok miatt lemondásra kényszerült. Összesen 3 macedón bajnoki mérkőzésen ült a Vardariak kispadján, 2 győzelmet és 1 vereséget  könyvelhetett el (ez utóbbi vereséget a legnagyobb, városi rivális RK Metalurgtól szenvedte el).

## Edzői pályafutásának főbb állomásai
- RK Metaloplastika (ma szerb) férfi kézilabda-csapatának vezetőedzője (1982)
- Jugoszlávia férfi nemzeti válogatottjának vezetőedzője (1986, 1996, 1999 és 2001-2002)
- RK Crvena Zvezda (ma szerb) férfi kézilabda-csapatának vezetőedzője
- Egyiptom férfi nemzeti válogatottjának vezetőedzője (2000-2001)
- ŽRK Budućnost Podgorica (ma montenegrói) női kézilabda-csapatának vezetőedzője (2002)
- Železničar Niš férfi kézilabda-csapatának vezetőedzője
- Macedónia férfi nemzeti válogatottjának vezetőedzője (2005)
- RK Vardar Skopje férfi kézilabda-csapatának vezetőedzője (2005/2006-os bajnoki évad eleje)
- Tunézia férfi nemzeti válogatottjának vezetőedzője (2008. szeptember – 2009. február)
- Kuvait férfi nemzeti válogatottjának vezetőedzője

## Eredményei játékosként

### Jugoszlávia

#### Olimpia
- - 1972 München: – 1. hely

## Eredményei edzőként

### RK Metaloplastika Šabac
- - 1 jugoszláv bajnoki aranyérem: 1981/1982

### Jugoszlávia

#### Világbajnokság
- - 1986 Svájc: – 1. hely 
  - 1999 Egyiptom: – 3. hely

#### Európa-bajnokság
- - 1996 Spanyolország: – 3. hely

### Egyiptom
- - 2000 Algéria: – 1. hely